# Rózsaszentmárton
Rózsaszentmárton là một thị trấn thuộc hạt Heves, Hungary. Thị trấn này có diện tích 16,31 km², dân số năm 2010 là 2041 người, mật độ 125 người/km².